# Pentax 645Z
Die Pentax 645Z ist eine digitale Spiegelreflexkamera im Mittelformat. Sie wurde am 15. April 2014 von Ricoh vorgestellt.
Sie ist die zweite Generation der digitalen 645-Kameras von Pentax und unterscheidet sich von ihrer Vorgängerin, der Pentax 645D, unter anderem durch deutlich besseres Rauschverhalten bei hohen ISO-Werten, die Möglichkeit der Videoaufzeichnung sowie ein schwenkbares Display. 2016 wurde die Kamera zusammen mit der RICOH THETA mit dem if design award ausgezeichnet.

## Nachweise
- Pentax 645Z. In: Digital Photography Review. Abgerufen am 7. September 2014.

1. ↑  Pressemitteilung if design award
2. ↑  iF Industrie Forum Design